# 최광호 (사진가)
최광호(崔光鎬, 1956년 ~ )는 대한민국의 사진가로, 1970년대부터 현재까지 활발한 작품 활동을 이어오고 있다. 그는 일상과 삶의 본질을 탐구하는 사진 작업으로 알려져 있으며, 퍼포먼스와 포토그램 등 다양한 형식을 통해 사진의 경계를 확장해왔다.

## 생애와 교육
최광호는 1956년 강원도 강릉에서 태어났다. 고등학교 시절 인천으로 이주하여 선인고등학교에 재학 중 사진에 관심을 가지게 되었고, 학교 사진 동아리인 '독수리 사진반'을 창립하였다. 이후 신구대학 사진인쇄과에 입학하여 본격적인 사진 작가로서의 길을 걷기 시작하였다.
그는 일본 오사카예술대학에서 다큐멘터리 사진을 전공하였고, 미국 뉴욕대학교 대학원에서 순수예술을 전공하였다.

## 작품 세계
최광호의 작품은 일상과 삶의 본질을 탐구하는 데 중점을 두고 있다. 그는 사진기를 사용하지 않고 인화지에 직접 이미지를 형상화하는 '포토그램' 기법을 활용하였으며, 자신의 몸에 감광액을 바르고 인화지에 자국을 남기는 방식으로 '포토그램-육체'(1979)를 제작하였다.
또한 그는 필름 현상과 인화 과정에서 전통적인 규칙을 벗어나 자신만의 방식으로 작업하는 '광호타입' 기법을 개발하였다.

## 주요 전시
- 1977년: 첫 개인전 '심상일기' 개최
- 1996년: '땅의 숨소리' 전시, 고성 산불 지역에서의 퍼포먼스 사진
- 2016년: '1975, 귀향' 전시, 1970년대 인천 풍경 사진
- 2023년: '최광호 사진: 빛과 중력' 전시, 부산 아트 스페이스 이신
- 2024년: '지금, 영겁의 얼굴' 전시, 서울 강남 스페이스22

## 수상 및 활동
최광호는 50여 년간 160여 차례의 전시를 개최하였으며, 사진을 통해 삶의 다양한 측면을 탐구해왔다. 그는 현재 경남 밀양에 거주하면서 창원에 위치한 작업실 겸 갤러리 '광호1019'를 운영하고 있다.

## 같이 보기
- 포토그램
- 한국 사진가 목록